# Die Buddenbrooks (miniserie)
Die Buddenbrooks är en tysk miniserie från 1979. Serien är baserad på Thomas Manns roman med samma namn från 1901. Detta är den tredje filmatiseringen av romanen, de tidigare gjordes 1923 och  1959. Många kända tyska teater- och TV-skådespelare medverkar i serien. Det är en familjesaga som utspelar sig i 1800-talets Tyskland, en krönika över tre generationer i familjen Buddenbrook, som driver ett familjeföretag i staden Lübeck. 

## Rollista i urval
- Carl Raddatz – Johann Buddenbrook senior
- Katharina Brauren – Antoinette Buddenbrook
- Martin Benrath – Konsul Buddenbrook
- Ruth Leuwerik – Konsulinnan Buddenbrook
- Armin Pianka – Thomas Buddenbrook, som barn
- Michael Kebschull – Thomas Buddenbrook, som ung
- Volkert Kraeft – Thomas Buddenbrook, som vuxen
- Claudius Kracht – Christian Buddenbrook, som ung
- Gerd Böckmann – Christian Buddenbrook, som vuxen
- Melanie Pianka– Tony Buddenbrook, som barn
- Reinhild Solf – Tony Buddenbrook, som ung
- Marion Kracht – Tony Buddenbrook, som vuxen
- Michael Degen – Bendix Grünlich
- Noëlle Châtelet – Gerda Buddenbrook
- Adem Rimpapa – Hanno Buddenbrook
- Rolf Boysen – Kommendant Schwarzkopf
- Rainer Goernemann – Morten Schwarzkopf
- Friedrich Gröndahl – officer
- Ursula Dirichs – Ida Jungmann
- Klaus Schwarzkopf – Bankir Kesselmeyer
- Sigfrit Steiner – Edmund Pfühl
- Elisabeth Endriss – Fröken Popinet

## Avsnitt
1. Das neue Haus (15 oktober 1979)
2. Glückliche Zeit in Travemünde (22 oktober 1979)
3. Verlobung (29 oktober 1979)
4. Eine zerrüttete Ehe (5 november 1979)
5. Geschäftsreise nach Amsterdam (12 november 1979)
6. Ein ungewöhnlicher Besucher (19 november 1979)
7. Thomas wird Senator (26 november 1979)
8. Hundertjähriges Jubiläum (3 december 1979)
9. Schlechte Nachricht aus Lübeck (10 december 1979)
10. Der Verkauf des Hauses (17 december 1979)
11. Das Testament (23 december 1979)